# Union libérale (Espagne)
 (février 2023).
Si vous disposez d'ouvrages ou d'articles de référence ou si vous connaissez des sites web de qualité traitant du thème abordé ici, merci de compléter l'article en donnant les références utiles à sa vérifiabilité et en les liant à la section « Notes et références ».
Pour les articles homonymes, voir Union libérale.
L'Union libérale (Unión Liberal en espagnol) fut un parti politique espagnol de la seconde moitié du XIXe siècle fondé par Leopoldo O'Donnell en 1858 avec l'objectif de regrouper les modérés non absolutistes du règne d'Isabelle II et les progressistes les moins radicaux, et d'occuper le centre politique de cette époque. D'après ce qu'on peut déduire de son action politique quotidienne, ce n'était pas un parti  idéaliste, mais plutôt un parti pragmatique, dont les principes de base furent la conservation de la monarchie comme mode de gouvernement tout en l'éloignant des tentations absolutistes, la réforme de l'administration publique dans le sens d'un plus grand centralisme, et la mise en place d'un certain degré de multipartisme dont les modérés et les progressistes pourraient bénéficier. Elle aspirait également à la réforme de la loi sur liberté de la presse (elle échoua sur ce point) et le maintien d'une politique économique interventionniste.
Dans les faits, après les élections générales du 20 septembre 1858, l'Union libérale occupa la majorité des sièges, ce qui lui permit de se maintenir au pouvoir jusqu'à la révolution de 1868 et l'avènement du Sexennat démocratique.
L'Union libérale était agrégée autour de la personnalité de O'Donnell et de la main de fer de son ministre de l'Intérieur, José Posada Herrera. D'autres membres du parti furent Francisco Serrano, Juan Manuel de Manzanedo, Juan Prim, Manuel Silvela et Antonio Cánovas del Castillo lui-même, entre autres. L'origine sociale de ses membres était très diverse: nobles, avocats, entrepreneurs, commerçants, banquiers, militaires et fonctionnaires. Pour garder le contrôle de l'opinion publique, l'Union Libérale faisait sa promotion par l'intermédiaire de certains journaux et magazines : La Época, El Diario Español et La Correspondencia de España.
Après la restauration des Bourbons en 1874, l'Union libérale s'allia avec le Parti modéré pour devenir le Parti libéral-conservateur, dirigé par Cánovas.